# Huan (Midden-aarde)
Huan is een wolfshond in de fictie van J.R.R. Tolkien. Hij is ook bekend als de Wolfshond van Valinor en is zo groot als een klein paard. Zijn naam is Quenya voor Wolfshond.

## Jachthond van Celegorm
Huan is oorspronkelijk van de Vala Oromë de Jager, die hem in Valinor aan Fëanors zoon Celegorm geeft. Huan vergezelt Celegorm bij de jacht en wordt ook door hem meegenomen naar Midden-aarde wanneer de Noldor uit Valinor verbannen worden.
De Valar hebben Huan bijzondere talenten gegeven. Eén ervan is dat het hem is toegestaan drie keer te spreken. Het is voorspeld dat Huan gedood zou worden door de grootste wolf die ooit geleefd heeft.

## Redding van Beren en Lúthien
Huan wordt betrokken bij de Queeste naar de Silmaril waarin Beren Erchamion probeert een Silmaril van Morgoth, de Duistere Vorst, af te nemen. Wanneer Beren Lúthien verlaten heeft en met Finrod Felagund op weg gaat naar Morgoths vesting Angband, worden ze gevangengenomen in Tol-in-Gaurhoth, het Eiland van de Weerwolven, waar Sauron regeert. Lúthien gaat op pad om hem te redden, maar wordt onderschept door Celegorm en Curufin, die in Nargothrond wonen en op jacht zijn. Huan ruikt Lúthien, neemt haar gevangen en brengt haar naar Celegorm. Celegorm en Curufin vertellen haar niet dat zij Beren naar Sauron hebben gestuurd, een zekere dood tegemoet. Ze brengen haar als gevangene naar Nargothrond, 'voor haar veiligheid', maar hebben in het geheim het plan om haar te laten trouwen met Celegorm, zodat er een bondgenootschap kan ontstaan met Elu Thingol, Lúthiens vader.

## Tol-in-Gaurhoth
Nu Lúthien gevangenzit, krijgt Huan medelijden met haar, en komt hij haar vaak opzoeken. Hij krijgt voor het eerst de mogelijkheid om te spreken en vertelt Lúthien hoe ze kan ontsnappen. Na haar succesvolle ontsnapping gaan ze samen naar Tol-in-Gaurhoth om Beren te redden. Sauron voelt dat er gevaar dreigt en stuurt een voor een zijn weerwolven. Huan doodt alle weerwolven die Sauron stuurt. Zelfs de machtige Draugluin wordt verslagen en sterft nadat hij Sauron gewaarschuwd heeft voor het gevaar. Nu Sauron weet dat Huan er is, neemt hij zelf de vorm aan van de grootste wolf die tot dan toe geleefd heeft en valt hem aan. Maar Huan verslaat Sauron, zodat hij gedwongen wordt zijn wolvenverschijning achter te laten en te vluchten. Nu Beren en Lúthien veilig zijn keert Huan terug naar zijn meester Celegorm, die dan uit Nargothrond verbannen is door koning Orodreth.
Terwijl ze op weg zijn naar Himring komen Celegorm, Curufin en Huan Beren en Lúthien tegen ten noorden van Doriath. Curufin probeert Lúthien te doden, maar Huan keert zich tegen zijn meester om Beren en Lúthien te verdedigen. Hij verjaagt Celegorm en Curufin. Huan krijgt nu de tweede mogelijkheid om te spreken, en hij legt Beren en Lúthien zijn plan uit om Angband binnen te komen. Hij geeft ze de kadavers van de weerwolf Draugluin en de vampier Thuringwethil, de boodschapster van Sauron. Beren en Lúthien vermommen zich als weerwolf en vampier en gaan naar Angband. Huan blijft achter om te jagen in de wildernis.

## Gevecht met Carcharoth
Nadat Beren en Lúthien een Silmaril uit Morgoths ijzeren kroon hebben verkregen wordt Beren aangevallen door Carcharoth, de grootste weerwolf aller tijden, die Berens hand met de Silmaril afbijt. In de Jacht op de Wolf die daarop volgt, vergezelt Huan de jagers Beren, Thingol, Beleg en Mablung. Huan en Beren slagen erin Carcharoth te doden, maar Huan is zelf dodelijk gewond door de weerwolf. De derde keer dat hij kan spreken wenst hij Beren en Lúthien een vaarwel, waarna hij sterft.